# Rohilkhand
Rohilkhand (hindi: रुहेलखण्ड) var före den indiska självständigheten 1947 ett administrativt område (division) i Förenade provinserna Agra och Oudh, på östra sidan av Ganges, med en areal av 28 046 km² och med 5 650 518 invånare (1911). 
Den var indelad i distrikten Bareilly, Bijnor, Budaun, Moradabad, Shahjahanpur och Pilibhit. Namnet härrör av rohilla (pashto för "bergsbor"), en stam av afghanska marodörer, som i början av 1700-talet intog denna del av Indien, men med Warren Hastings hjälp underkuvades av fursten i Oudh, Shuja-ud-daula, på 1770-talet.